# Mom at Sixteen
Mom at Sixteen is een televisiefilm uit 2005 onder regie van Peter Werner.

## Verhaal
Jacey Jeffries verhuist met haar moeder en kleinere zus naar een andere stad. Als haar lerares ontdekt dat Jacey een moeder is, is ze ontzet. Ze kan namelijk zelf geen kinderen krijgen en wil dit dolgraag. Als op school mensen erachter komen, wordt Jacey's leven een hel.

## Rolverdeling
| Acteur             | Personage      |
| ------------------ | -------------- |
| Danielle Panabaker | Jacey Jeffries |
| Jane Krakowski     | Donna Cooper   |
| Mercedes Ruehl     | Terry Jeffries |
| Colin Ferguson     | Bob            |
| Clare Stone        | Macy Jeffries  |
| Tyler Hynes        | Brad           |